# 澤田正晴
澤田 正晴（さわだ まさはる、1964年1月9日 - ）は日本の銀行家、企業家。日本GE株式会社元プロジェクトリーダー。元独立行政法人奄美群島振興開発基金理事長。埼玉県出身。

## 略歴
- 1987年3月 -　上智大学外国語学部ドイツ語科卒業
- 1987年4月 -　株式会社第一勧業銀行(現株式会社みずほ銀行)入行（ドイツ第一勧業銀行等勤務）[2]
- 2002年2月 -　GEキャピタルリーシング株式会社（現日本GE）新商品開発部プロジェクトマネージャー
- 2007年1月 -　同社　九州支社長兼福銀リース株式会社代表取締役社長
- 2008年1月 -　GEリアル・エステート株式会社（現日本GE）資産管理事業本部執行役員本部長
- 2009年12月 -  日本GE株式会社GEリアル・エステート資産管理事業本部プロジェクトリーダー
- 2010年4月 -  独立行政法人奄美群島振興開発基金理事長